# أولا بيرسون
أولا بيرسون (بالسويدية: Ulla Persson)‏ هي مغنية سويدية، ولدت في 1947 في ستوكهولم في السويد.